# A lyga 2019
Die A lyga 2019 war die 30. Spielzeit der höchsten litauischen Spielklasse im Männerfußball. Sie begann am 2. März 2019 und endete am 27. November 2019 mit dem 5. Spieltag der Meisterrunde. Titelverteidiger war Sūduva Marijampolė.

## Modus
Die Liga wurde wie in der Vorsaison mit acht Mannschaften ausgetragen. Jedes Team spielte viermal gegen jedes andere Team, zweimal zu Hause, zweimal auswärts. Bei Punktgleichheit zählte der direkte Vergleich. Danach spielten die ersten sechs Klubs in einer Einfachrunde (je 5 Spiele) um die Meisterschaft. Der Letzte stieg direkt ab, der Vorletzte musste in die Relegation.

## Vereine
| Verein              | Stadt       | Stadion                 | Kapazität |
| ------------------- | ----------- | ----------------------- | --------- |
| Atlantas Klaipėda   | Klaipėda    | Zentralstadion Klaipėda | 04.950    |
| FK Kauno Žalgiris   | Kaunas      | SM Tauras-Stadion       | 00500     |
| FK Palanga          | Palanga     | Zentralstadion Palanga  | 01.212    |
| FK Panevėžys        | Panevėžys   | Aukštaitija-Stadion     | 06.600    |
| FK Riteriai         | Vilnius     | LFF-Stadion             | 05.067    |
| FC Stumbras         | Kaunas      | NFA-Stadion             | 00500     |
| Sūduva Marijampolė  | Marijampolė | Sūduva-Stadion          | 06.250    |
| FK Žalgiris Vilnius | Vilnius     | LFF-Stadion             | 05.067    |

## Hauptrunde

### Tabelle
| Pl. | Verein                  | Sp. | S  | U | N  | Tore    | Diff. | Punkte |
| --- | ----------------------- | --- | -- | - | -- | ------- | ----- | ------ |
| 1.  | Sūduva Marijampolė (M)  | 28  | 25 | 0 | 3  | 074:150 | +59   | 75     |
| 2.  | FK Žalgiris Vilnius (P) | 28  | 21 | 2 | 5  | 067:220 | +45   | 65     |
| 3.  | FK Riteriai             | 28  | 13 | 7 | 8  | 044:290 | +15   | 46     |
| 4.  | FK Kauno Žalgiris       | 28  | 13 | 5 | 10 | 048:390 | +9    | 44     |
| 5.  | FK Panevėžys (N)        | 28  | 8  | 7 | 13 | 041:530 | −12   | 31     |
| 6.  | Atlantas Klaipėda       | 28  | 7  | 5 | 16 | 026:530 | −27   | 26     |
| 7.  | FK Palanga              | 28  | 6  | 1 | 21 | 029:700 | −41   | 19     |
| 8.  | FC Stumbras             | 28  | 4  | 3 | 21 | 012:600 | −48   | 15     |

Platzierungskriterien: 1. Punkte – 2. Direkter Vergleich (Punkte, Tordifferenz, geschossene Tore) – 3. Tordifferenz – 4. geschossene Tore

| (M) | amtierender litauischer Meister     |
| (P) | amtierender litauischer Pokalsieger |
| (N) | Neuaufsteiger                       |

### Kreuztabelle
| Hinrunde (Runden 1–14) | Hinrunde (Runden 1–14) | Hinrunde (Runden 1–14) | Hinrunde (Runden 1–14) | Hinrunde (Runden 1–14) | Hinrunde (Runden 1–14) | Hinrunde (Runden 1–14) | Hinrunde (Runden 1–14) | 2019                | Rückrunde (Runden 15–28) | Rückrunde (Runden 15–28) | Rückrunde (Runden 15–28) | Rückrunde (Runden 15–28) | Rückrunde (Runden 15–28) | Rückrunde (Runden 15–28) | Rückrunde (Runden 15–28) | Rückrunde (Runden 15–28) |
| ---------------------- | ---------------------- | ---------------------- | ---------------------- | ---------------------- | ---------------------- | ---------------------- | ---------------------- | ------------------- | ------------------------ | ------------------------ | ------------------------ | ------------------------ | ------------------------ | ------------------------ | ------------------------ | ------------------------ |
| Atlantas Klaipėda      | FK Kauno Žalgiris      | FK Palanga             | FK Panevėžys           | FK Riteriai            | FC Stumbras            | Sūduva Marijampolė     | FK Žalgiris Vilnius    | Verein              | Atlantas Klaipėda        | FK Kauno Žalgiris        | FK Palanga               | FK Panevėžys             | FK Riteriai              | FC Stumbras              | Sūduva Marijampolė       | FK Žalgiris Vilnius      |
|                        | 2:0                    | 2:1                    | 2:1                    | 2:3                    | 0:0                    | 0:5                    | 0:3                    | Atlantas Klaipėda   |                          | 1:1                      | 0:1                      | 0:2                      | 2:1                      | 3:0                      | 0:4                      | 1:3                      |
| 2:1                    |                        | 6:1                    | 2:0                    | 3:1                    | 4:3                    | 0:3                    | 3:4                    | FK Kauno Žalgiris   | 1:0                      |                          | 4:0                      | 2:2                      | 1:0                      | 3:0                      | 0:2                      | 1:2                      |
| 2:1                    | 0:3                    |                        | 1:1                    | 1:3                    | 2:1                    | 0:2                    | 1:4                    | FK Palanga          | 0:2                      | 2:3                      |                          | 1:2                      | 1:3                      | 3:0                      | 0:4                      | 0:4                      |
| 4:1                    | 1:1                    | 2:1                    |                        | 1:2                    | 1:1                    | 1:2                    | 0:3                    | FK Panevėžys        | 1:1                      | 3:3                      | 3:1                      |                          | 4:2                      | 3:0                      | 2:7                      | 0:2                      |
| 0:0                    | 1:0                    | 3:1                    | 1:1                    |                        | 0:0                    | 1:2                    | 1:0                    | FK Riteriai         | 1:1                      | 0:0                      | 1:0                      | 4:0                      |                          | 3:0                      | 1:2                      | 1:1                      |
| 2:0                    | 0:1                    | 0:3                    | 1:0                    | 0:3                    |                        | 2:0                    | 1:0                    | FC Stumbras         | 0:3                      | 0:3                      | 0:3                      | 0:3                      | 0:3                      |                          | 0:3                      | 0:3                      |
| 4:0                    | 1:0                    | 3:0                    | 2:1                    | 2:1                    | 2:0                    |                        | 1:0                    | Sūduva Marijampolė  | 4:1                      | 3:0                      | 5:0                      | 3:1                      | 1:2                      | 3:0                      |                          | 1:0                      |
| 3:0                    | 3:1                    | 5:1                    | 2:1                    | 1:1                    | 2:1                    | 1:0                    |                        | FK Žalgiris Vilnius | 4:0                      | 3:0                      | 3:2                      | 5:0                      | 2:1                      | 3:0                      | 1:3                      |                          |

## Meisterrunde
Die sechs bestplatzierten Mannschaften der Hauptrunde traten jeweils einmal gegeneinander an. Die Punkte aus der Hauptrunde wurden dabei vollständig mitgenommen.
| Pl. | Verein                  | Sp. | S  | U | N  | Tore    | Diff. | Punkte |
| --- | ----------------------- | --- | -- | - | -- | ------- | ----- | ------ |
| 1.  | Sūduva Marijampolė (M)  | 33  | 29 | 0 | 4  | 095:240 | +71   | 87     |
| 2.  | FK Žalgiris Vilnius (P) | 33  | 24 | 2 | 7  | 079:290 | +50   | 74     |
| 3.  | FK Riteriai             | 33  | 16 | 7 | 10 | 057:360 | +21   | 55     |
| 4.  | FK Kauno Žalgiris       | 33  | 16 | 5 | 12 | 054:450 | +9    | 53     |
| 5.  | FK Panevėžys (N)        | 33  | 10 | 7 | 16 | 049:630 | −14   | 37     |
| 6.  | Atlantas Klaipėda       | 33  | 7  | 5 | 21 | 030:780 | −48   | 26     |

| (M) | amtierender litauischer Meister     |
| (P) | amtierender litauischer Pokalsieger |
| (N) | Neuaufsteiger                       |

| Plätze 1–6 Stand: 9. November 2019 | Sūduva Marijampolė | FK Žalgiris Vilnius | FK Riteriai | FK Kauno Žalgiris | FK Panevėžys | Atlantas Klaipėda |
| Sūduva Marijampolė                 |                    | 2:1                 | −           | 4:1               | −            | 9:1               |
| FK Žalgiris Vilnius                | −                  |                     | 1:3         | −                 | 3:1          | 5:0               |
| FK Riteriai                        | 5:1                | −                   |             | 0:1               | −            | 5:2               |
| FK Kauno Žalgiris                  | −                  | 1:2                 | −           |                   | 1:0          | −                 |
| FK Panevėžys                       | 1:5                | −                   | 2:0         | −                 |              | −                 |
| Atlantas Klaipėda                  | −                  | −                   | −           | 0:2               | 1:4          |                   |

## Relegationsspiele
Das nach Ablauf der regulären Saison siebtplatzierte Team spielte in einem Hin- und Rückspiel gegen das zweitplatzierten Team der zweiten Liga. Die Spiele fanden am 3. und 9. November 2019 statt.
|                   | Gesamt |            | Hinspiel | Rückspiel |
| ----------------- | ------ | ---------- | -------- | --------- |
| FK Banga Gargždai | 4:2    | FK Palanga | 2:0      | 2:2       |

## Torschützenliste
| Pl. | Name                | Team                | Tore |
| --- | ------------------- | ------------------- | ---- |
| 01. | Tomislav Kiš        | FK Žalgiris Vilnius | 27   |
| 02. | Mihret Topčagić     | Sūduva Marijampolė  | 20   |
| 02. | Terem Moffi         | FK Riteriai         | 20   |
| 04. | Liviu Antal         | FK Žalgiris Vilnius | 15   |
| 05. | Donatas Kazlauskas  | FK Riteriai         | 12   |
| 06. | João Figueiredo     | FK Kauno Žalgiris   | 10   |
| 06. | Josip Tadić         | Sūduva Marijampolė  | 10   |
| 08. | Eligijus Jankauskas | Sūduva Marijampolė  | 09   |
| 09. | Tosaint Ricketts    | Sūduva Marijampolė  | 08   |
| 09. | Paulius Golubickas  | Sūduva Marijampolė  | 08   |